# ハントウアカネズミ
ハントウアカネズミ（学名　Apodemus peninsulae）は、ネズミ目（齧歯目）ネズミ科 アカネズミ属 に属する小型のネズミ類の1種である。アジアアカネズミと呼ばれることもある。シベリア、中国東北部と華中部、朝鮮半島、サハリン、北海道本島に分布する。
サハリンと北海道産は、亜種カラフトアカネズミ A. p. giliacus (Thomas, 1907)とされている。

## 形態
頭胴長が72-81mm、尾長が72-86mm、後足長が21-23mm、体重が19-27.5gになる。同じアカネズミ属のアカネズミとヒメネズミの中間の大きさになる。体毛の背面は暗黄褐色で、腹面は白色または灰白色。背面の毛には棘毛がなく柔らかい。アカネズミに比べて後足長がやや短く、鼻骨が長い台形状になる。

## 生態
北海道には、アカネズミ（エゾアカネズミ）も生息するが、アカネズミがいる場合には草原や灌木林に生息し、アカネズミがいない場合は森林に生息する。マツ類やクルミ、ミズナラの実を食べる。地上にも営巣するが、地下に簡単なトンネルを掘ることもある。巣は、外側にイネ科の植物を、内側に広葉樹の葉を使って作る。繁殖期は4-8月と考えられている。胎児数は1-7頭産む。

## 種の保全状態評価
- LEAST CONCERN (IUCN Red List Ver. 3.1 (2001))
- 北海道版レッドデータブック　-留意種（N)